# Euphorbia gammaranoi
Euphorbia gammaranoi är en törelväxtart som beskrevs av Graham Williamson. Euphorbia gammaranoi ingår i släktet törlar, och familjen törelväxter.
Artens utbredningsområde är Zambia. Inga underarter finns listade i Catalogue of Life.